# ريتشارد دالتون
ريتشارد دالتون (11 أغسطس 1965 في المملكة المتحدة - ) (بالإنجليزية: Richard Dalton)‏ هو لاعب كريكت بريطاني. لعب مع نادي مقاطعة بيدفوردشير للكريكت ‏ والمقاطعات الوطنية للكريكيت الإنجليزي والويلزي ‏.

## وصلات خارجية
- ريتشارد دالتون على موقع إي آس بي آن كريك إنفو (الإنجليزية)